# (2025) Nortia
(2025) Nortia (1953 LG) – planetoida z pasa głównego asteroid okrążająca Słońce w ciągu 5,65 lat w średniej odległości 3,17 au. Odkryta 6 czerwca 1953 roku.